# Robert Mateja
Robert Mateja (* 5. Oktober 1974 in Zakopane) ist ein ehemaliger polnischer Skispringer und heutiger Skisprungtrainer.

## Werdegang
Er ist wohnhaft in Chochołów und startete für den Verein TS Wisła Zakopane. 1992 startete Mateja in Falun zum ersten Mal im Weltcup und erhielt 1996 in Lillehammer zum ersten Mal Weltcuppunkte. Sein größter Einzelerfolg war der 5. Platz auf der Normalschanze bei der Weltmeisterschaft 1997 in Trondheim. Bei den Olympischen Spielen 1998 in Nagano belegte er Platz 21 auf der Normalschanze und Platz 20 auf der Großschanze. 2002 in Salt Lake City konnte er auf der Großschanze Platz 29 erreichen. 2006 in Turin gehörte er ebenfalls zum polnischen Aufgebot und erreichte auf der Normalschanze Platz 25.
Mateja konnte im Continental Cup drei Springen gewinnen. Im Weltcup konnte er zweimal einen fünften Platz erreichen.
Nach der Saison 2007/08 beendete Mateja seine Karriere und wurde Co-Trainer des polnischen A-Nationalkaders.

## Erfolge

### Weltcup-Platzierungen
| Saison  | Platz | Punkte |
| ------- | ----- | ------ |
| 1996/97 | 30.   | 154    |
| 1997/98 | 34.   | 165    |
| 1998/99 | 39.   | 100    |
| 1999/00 | 44.   | 052    |
| 2000/01 | 31.   | 133    |
| 2001/02 | 49.   | 050    |
| 2002/03 | 76.   | 005    |
| 2004/05 | 38.   | 087    |
| 2005/06 | 79.   | 004    |
| 2006/07 | 85.   | 004    |